# Pettalus cimiciformis
Pettalus cimiciformis is een hooiwagen uit de familie Pettalidae.